# Серенж-э-Нель
Сере́нж-э-Нель (фр. Seringes-et-Nesles) — коммуна во Франции, находится в регионе Пикардия. Департамент коммуны — Эна. Входит в состав кантона Фер-ан-Тарденуа. Округ коммуны — Шато-Тьерри.
Код INSEE коммуны — 02713.

## Население
Население коммуны на 2010 год составляло 296 человек.
| 1962 | 1968 | 1975 | 1982 | 1990 | 1999 | 2010 |
| ---- | ---- | ---- | ---- | ---- | ---- | ---- |
| 283  | 278  | 217  | 218  | 245  | 236  | 296  |

## Экономика
В 2010 году среди 196 человек трудоспособного возраста (15—64 лет) 147 были экономически активными, 49 — неактивными (показатель активности — 75,0 %, в 1999 году было 70,2 %). Из 147 активных жителей работали 125 человек (77 мужчин и 48 женщин), безработных было 22 (8 мужчин и 14 женщин). Среди 49 неактивных 17 человек были учениками или студентами, 14 — пенсионерами, 18 были неактивными по другим причинам.